# 久保田崇
久保田 崇（くぼた たかし、1976年（昭和51年）4月27日 - ）は、日本の政治家。掛川市長（2期）。

## 来歴

### 生い立ち
掛川市城西出身。掛川市立西山口小学校、掛川市立東中学校、静岡県立掛川西高等学校を経て2000年、京都大学総合人間学部人間学科卒業。国家公務員一種試験（法律）に合格し、 2001年、内閣府入府（政策統括官（共生社会政策担当）付総括担当係員）。
2011年、東日本大震災（東北地方太平洋沖地震）発生後岩手県陸前高田市副市長に出向。2016年、立命館大学公務研究科教授。掛川市長松井三郎の招請を受け、2019年掛川市副市長に就任。

### 政治家として

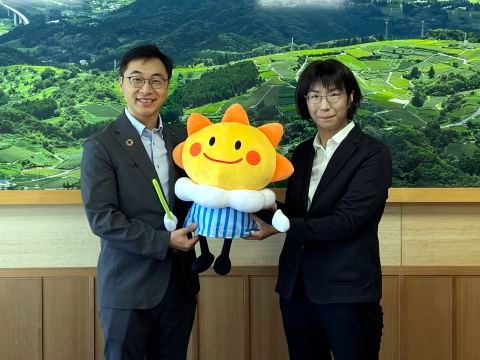
2025年6月27日、掛川市役所にて静岡地方気象台台長山本佳緒里（右）と

2021年2月、掛川市長選挙への立候補を表明。
同年4月18日の投開票の結果、元静岡県議会議員の東堂陽一ら4人を破り初当選した。同月24日、松井の任期満了に伴い掛川市長に就任した。
2025年4月20日、掛川市長選挙において36897票を得て、無所属新人の平出隆敏を破り再選した。

## 選挙結果
※当日有権者数：92,873人 最終投票率：65.19%（前回比：+0.65pts）
| 候補者名 | 年齢 | 所属党派 | 新旧別 | 得票数   | 得票率 | 推薦・支持 |
| -------- | ---- | -------- | ------ | -------- | ------ | ---------- |
| 久保田崇 | 44   | 無所属   | 新     | 26,321票 | 44.12% |            |
| 東堂陽一 | 65   | 無所属   | 新     | 18,445票 | 30.92% |            |
| 榛村航一 | 53   | 無所属   | 新     | 6,571票  | 11.01% |            |
| 平出隆敏 | 51   | 無所属   | 新     | 5,840票  | 9.79%  |            |
| 鈴木誠一 | 63   | 無所属   | 新     | 2,483票  | 4.16%  |            |